# マルクトレドヴィッツ
マルクトレドヴィッツ (ドイツ語: Marktredwitz, ドイツ語発音: [marktˈrɛdvɪt‿s]) は、ドイツ連邦共和国バイエルン州オーバーフランケン行政管区のヴンジーデル・イム・フィヒテルゲビルゲ郡に属する大規模郡所属市。この市はケサイン山の麓、ドイツとチェコの国境から約15kmに位置する。

## 歴史
マルクトレドヴィッツは、当時は単にRadewitzeと呼ばれていたが、1140年に初めて文献に現れる。1339年、皇帝ルートヴィヒ・デア・バイエルンはレドヴィッツをヴァルトザッセン修道院に譲渡した。修道院は、この小さな町を翌年には帝国自由都市エーゲルに売却した。1816年にレドヴィッツは最終的にバイエルン王国領となり、1907年には、ついに都市権を獲得した。何世紀も前に得ていた「マルクト」のタイトルはいまや地名の一部となった。1919年、マルクトレドヴィッツは、郡独立市となった。
1972年の自治体再編の時代に、マルクトレドヴィッツは郡独立市を喪失し、ヴンジーデル・イム・フィヒテルゲビルゲ郡に編入され、この郡に属する大規模郡所属市となった。
2006年、マルクトレドヴィッツは、国境を越えてマルクトレドヴィッツ／エーゲル園芸展を開催した。

## 地理

### 市の構成

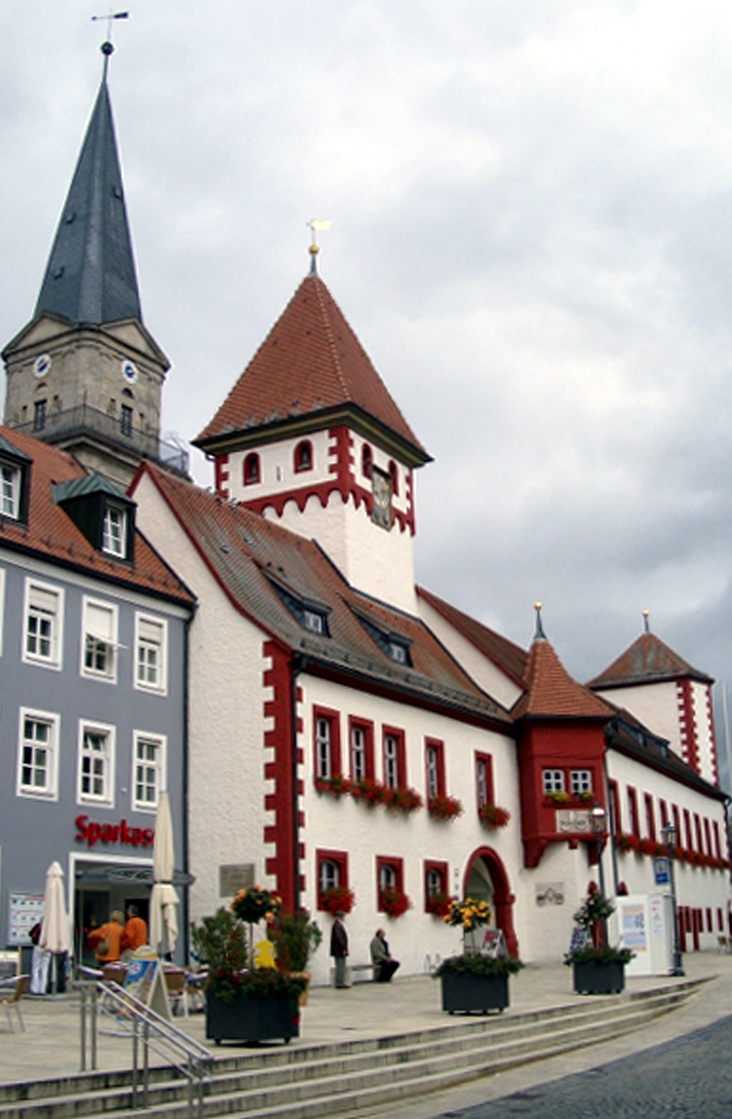
市役所

本市は、公式には27の地区 (Ort) からなる。このうち小集落や孤立農場などを除く集落を以下に列記する。
| - ブラント - デルフラス - フリーダウ - ハーク - ハイングリュン - ハンマーベルク - コルバースドルフ | - ロイテンホーフ - ローレンツロイト - マンツェンベルク - マルクトレドヴィッツ - モイセルスドルフ - ノイ＝ハーク - オーバーレドヴィッツ | - オーバーテーラウ - プファッフェンロイト - ロイトラス - ヴェルザウ - ヴェルザウアーハンマー - ツィーゲルヒュッテ |

### 近隣の自治体
この市に隣接する自治体は、オーバープファルツ、ティルシェンロイト郡のヴァルダースホーフ、ペヒブルンと、オーバーフランケン、ヴンジーデル・イム・フィヒテルゲビルゲ郡のバート・アレクサンダースバート、アルツベルク、ヴンジーデルおよびティーエルスハイムである。

### 友好都市
- La Mure （フランス、イゼール県） 1983年から
- フィルス （オーストリア、チロル州） 1992年から
- カステルフランコ・エミーリア （イタリア、エミリア＝ロマーニャ州） 1997年から
- ルールモント （オランダ、リンブルフ州） 2005年から

## 交通
マルクトレドビッツは国境を越えてヘプ（エーゲル）へ向かう路線を含めて4つの方向から幹線が合流するきわめて重要な鉄道の交差点にあたる。かつては大規模な駅施設を有していたが、近年縮小されている。

### 幹線道路
マルクトレドヴィッツは、アウトバーンA93 ホーフ - レーゲンスブルク線のインターチェンジに直接アクセスできる。連邦道B303やB15も市内を通過している。

### 鉄道
第二次世界大戦後、マルクトレドヴィッツ駅は、ローマ - ミュンヘン - ベルリン - ストックホルムの路線とパリ - ニュルンベルク - プラハの路線とが交差するヨーロッパの転車台として、1日100本もの列車が4つの方向へ向かって発車していた。ドイツ再統一の際もマルクトレドヴィッツ駅は重要な役割を演じた。多くの逃亡してきたDDRの市民にとってこの駅は、チェコ経由で西ドイツに入った詰め込みすぎの列車から降りる最初のチャンスであった。これらの難民達は、マルクトレドヴィッツから全ドイツに散らばっていったのである。近年ではドイツの鉄道網において、この駅は、その重要性を減じている。
2006年の国境を越える園芸展では、マルクトレドヴィッツとヘプとの間の単線路線に多くの列車が運行された。

## 経済
マルクトレドヴィッツおよびその周辺地域に存在する主な企業は、以下の通り。
- Scherdel GmbH、自動車産業で用いられるばねの生産
- Greiffenberger Antriebstechnik GmbH、電動機の生産
- CeramTec AG、技術用セラミック（抵抗器、鋳造用パイプ、基盤、2005年からは医療材料も生産している）
- RHI Refractories (かつての DIDIER)、シャモット（耐火粘土を焼成し粒状・塊状にしたもの）の生産

他には、大型ショッピングセンターであるKEC (Kösseine-Einkaufs-Center)がある。

## レクリエーション施設
マルクトレドヴィッツには、屋内プールと屋外プールがあり、これらは2006年の園芸展を機に改修された。スポーツへの参加を促すプログラムを実践しているスポーツジムや体育館、競技場なども、いくつかある。また、新しく建てられた映画館も観客を集めている。

## 催し物
毎年、メイポールから民俗祭、射撃祭を経て開拓祭まで、8月の終わりに行われるマルクトレドヴィッツのキルヴァ（教会祭）を含めて、一年中何かしら催しが行われている。特に、7月の中旬に行われる旧市街祭りは、格別楽しみが多い。多くのマルクトレドヴィッツ市民や、この町を訪れたゲストが、この伝統的な祭りの参加者となる。2年に1度、9月最初の週末にはエーゲルラントの日の催しが行われる。

## 人物

### 出身者
- クリストフ・ヴァイゲル（父） (Christoph Weigel der Ältere, 1654 – 1725) 銅版画家、出版者
- ペーター・コルプ (Peter Kolb, 1675 – 1726) 民俗学者、教師
- オスカル・レーフ (Oskar Loew, 1844 – 1941) 農芸化学者
- アウグスト・ヴィルヘルム・ウルマー (August Wilhelm Ulmer, 1874 - 1905) 画家
- エルセン・マルティン (Ersen Martin, 1979) サッカー選手

### その他のゆかりの人物
- ラインハルト・シェア (Reinhard Scheer, 1863 – 1928) ドイツ帝国海軍司令官（マルクトレドヴィッツで亡くなった）

## 引用
1. ↑  https://www.statistikdaten.bayern.de/genesis/online?operation=result&code=12411-003r&leerzeilen=false&language=de Genesis-Online-Datenbank des Bayerischen Landesamtes für Statistik Tabelle 12411-003r Fortschreibung des Bevölkerungsstandes: Gemeinden, Stichtag (Einwohnerzahlen auf Grundlage des Zensus 2011)
2. ↑  Max Mangold, ed (2005). Duden, Aussprachewörterbuch (6 ed.). Dudenverl. p. 536. ISBN 978-3-411-04066-7
3. ↑  Bayerische Landesbibliothek Online